# Sant Hipòlit de la Salanca
Sant Hipòlit de la Salanca ([santiˈpɔɫit] o [santiˈpɔɫid də lə səˈlaŋkə], en francès: Saint-Hippolyte o Saint-Hippolyte-de-la-Salanque) és el poble, cap del municipi del mateix nom, de 2.836 habitants, de la comarca del Rosselló, a la Catalunya Nord.
Se situa al nord de la vall de l'Aglí, al nord-est de Perpinyà, al nord-est de Sant Llorenç de la Salanca, a la zona nord-oriental de la comarca, a prop de la Mar Mediterrània i al nord de l'Aglí. Ès a la subcomarca de la Salanca, antigament zona d'aiguamolls, d'on vé el nom de Salanca, a la plana existent al nord del riu esmentat. El malnom dels politans és cagaàpits. La dita diu A Sant Hipòlit venen l'oli, a Sant Llorenç venen la sal, a Torrelles el vinagre i a Vilallonga l'enciam.

## Etimologia
Sant Hipòlit fou l'advocació primitiva de la parròquia de la vila, abans que se substituís per la de sant Miquel. Salanca és el nom de la comarca natural on es troba. El topònim Salanca prové del fet que és una zona d'antics aiguamolls, entre la mar Mediterrània i els trams finals dels cursos del Tet i de l'Aglí. El terme Salanca és, encara segons Joan Coromines, un derivat del mot comú sal, amb l'afegitó del sufix probablement sorotàptic -anc. Es tractaria així, doncs, d'un terme aplicat a un terreny salí.

## Geografia

### Localització i característiques generals del terme

Situació de la comuna de Sant Hipòlit de la Salanca en el Rosselló

El terme de Sant Hipòlit de la Salanca, de 146.500 hectàrees d'extensió, és al nord del bell mig de la comarca natural d'aquest nom. S'estén a migdia de l'Estany de Salses, que n'és el límit nord. Cal dir que el tros català d'aquest estany està compartit amb el Barcarès, Sant Llorenç de la Salanca i Salses de forma arbitrària: el fragment que correspon a cada comuna és prolongació en línia recta de la línia de terme terrestre. L'Illa de Vi és el punt de referència de trobada dels termes salanquesos que es parteixen l'estany.
El terme és absolutament pla, amb el sòl d'al·luvions del quaternari més recent; a més, ben bé la meitat de l'extensió del terme és sota les aigües de l'estany de Salses. Tot el sector del nord del poble, entre aquest i l'estany, era zona d'aiguamolls, al començament del període històric. Zona de penetració d'aigua salada del mar, com tota la Salanca, encara avui dia se'n noten els efectes en les collites alguns anys. Les zones més properes a l'estany són aiguamolls guanyats al mar i posteriorment dessecats, tot i que en queden alguns, com el Conangle, el Comunal i el Fornàs.
Un dels antics llits de l'Aglí passava a llevant vora del poble, pels Eixaus, prop del Mas Rufià. A la vora de l'estany hi ha algunes barraques de pescadors, al voltant de les quals es genera una certa activitat pesquera, i existeix també un centre nàutic a la riba de l'estany, al límit amb Sant Llorenç de la Salanca.
Termes municipals limítrofs:
|        | Estany de Leucata | El Barcarès                |
| Salses |                   | Sant Llorenç de la Salanca |
| Clairà |                   |                            |

### El poble de Sant Hipòlit

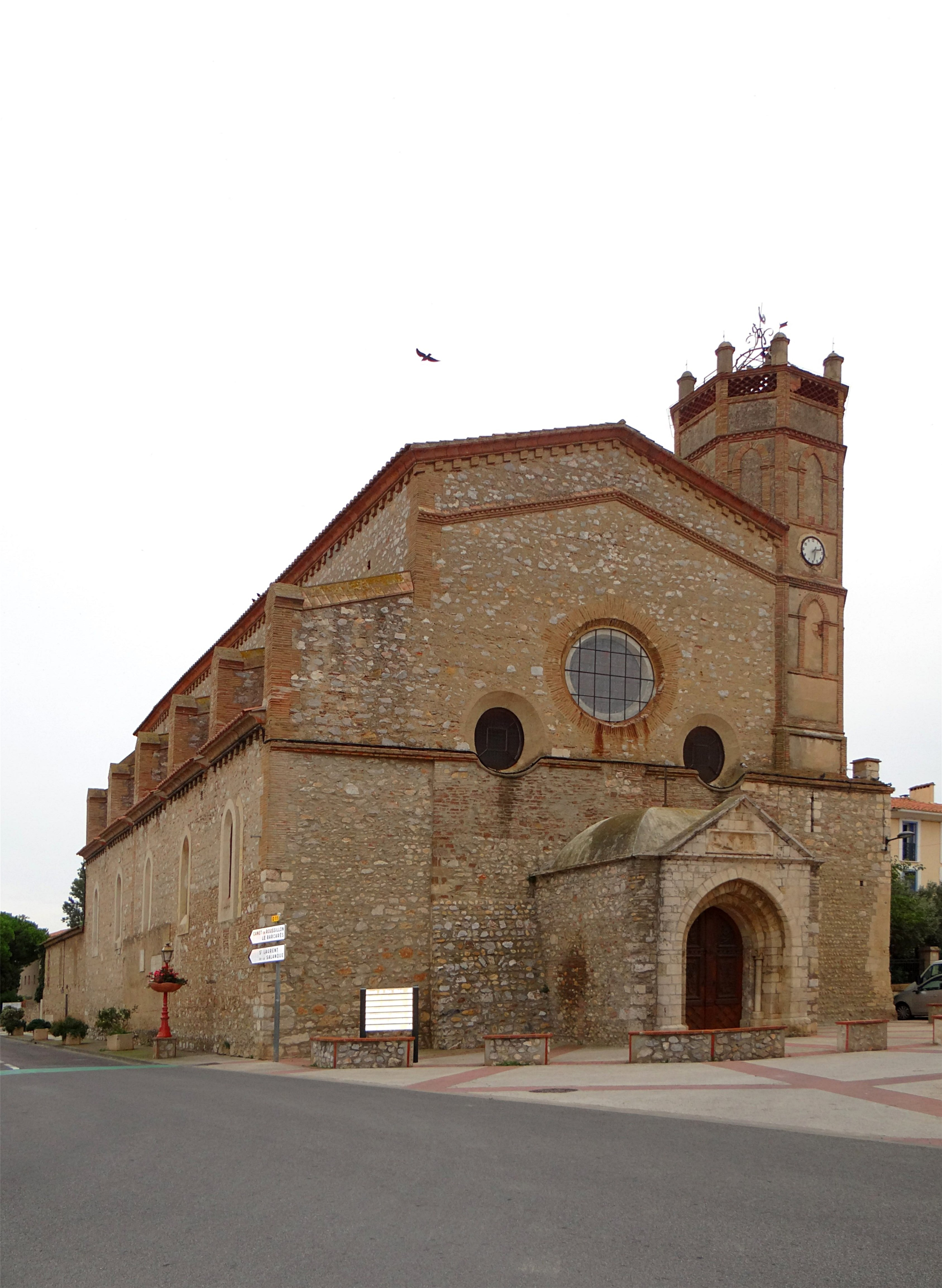
L'església parroquial de Sant Miquel

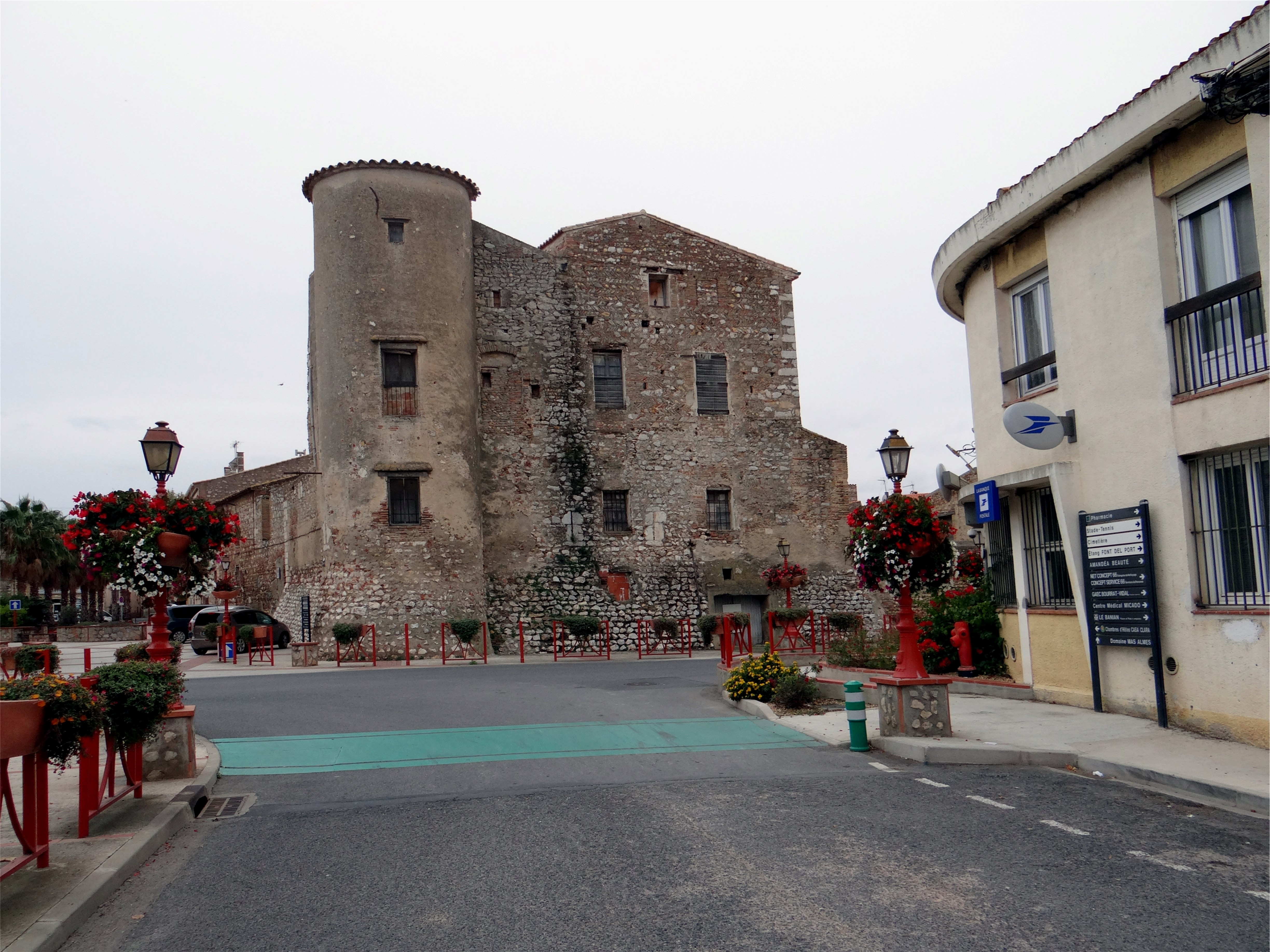
El Castell de Sant Hipòlit

Nascut al voltant d'una cellera (Sant Hipòlit de la Salanca és un dels llocs on encara es conserva viu el mot cellera com a nom d'un dels barris de la població), com explica Catafau, Sant Hipòlit de la Salanca té el seu nucli antic agrupat a l'entorn de l'església parroquial de Sant Miquel, fins al segle xv dedicada a sant Hipòlit, i del lloc on hi hagué el recinte fortificat de la mateixa cellera, en el mig del que fou després castell, del qual es conserven restes notables. A partir d'aquest nucli primigeni s'anà formant un poble el traçat medieval del qual és encara reconeixible en la trama urbanística del nucli vell.
Com a eixamplament del nucli primigeni medieval, es van formar, ja els darrers 200 anys, un nou barri, la Masia, que arriba fins a la Cava Cooperativa i al Cementiri, situat al nord-est, i posteriorment, tot d'urbanitzacions que han engrandit el nucli urbà: el Castell, l'Estany, l'Hort d'en Moruta, les Mouettes, el Pla de Sant Joan, la Porta de Sant Hipòlit i el Pou, a més de la Zona d'Activitats Comercials de la Colomina, situada a la zona meridional del nucli urbà.

### Els masos del terme i altres construccions
Romanen en ús agrícola alguns masos, com el Mas dels Anglesos, antigament Cortal d'en Barrera, el Mas Garí, abans Mas d'en Saleta, el Mas Lúcio, el Mas Rufià, també anomenat Mas Tamarit i el Parbarrat, abans Mas d'en Sisquella, a més del Molí de Vent.
A ran de l'estany hi ha una zona de barraques: les Barraques, el Casot del Traïdor i els Casots.

### Els cursos d'aigua

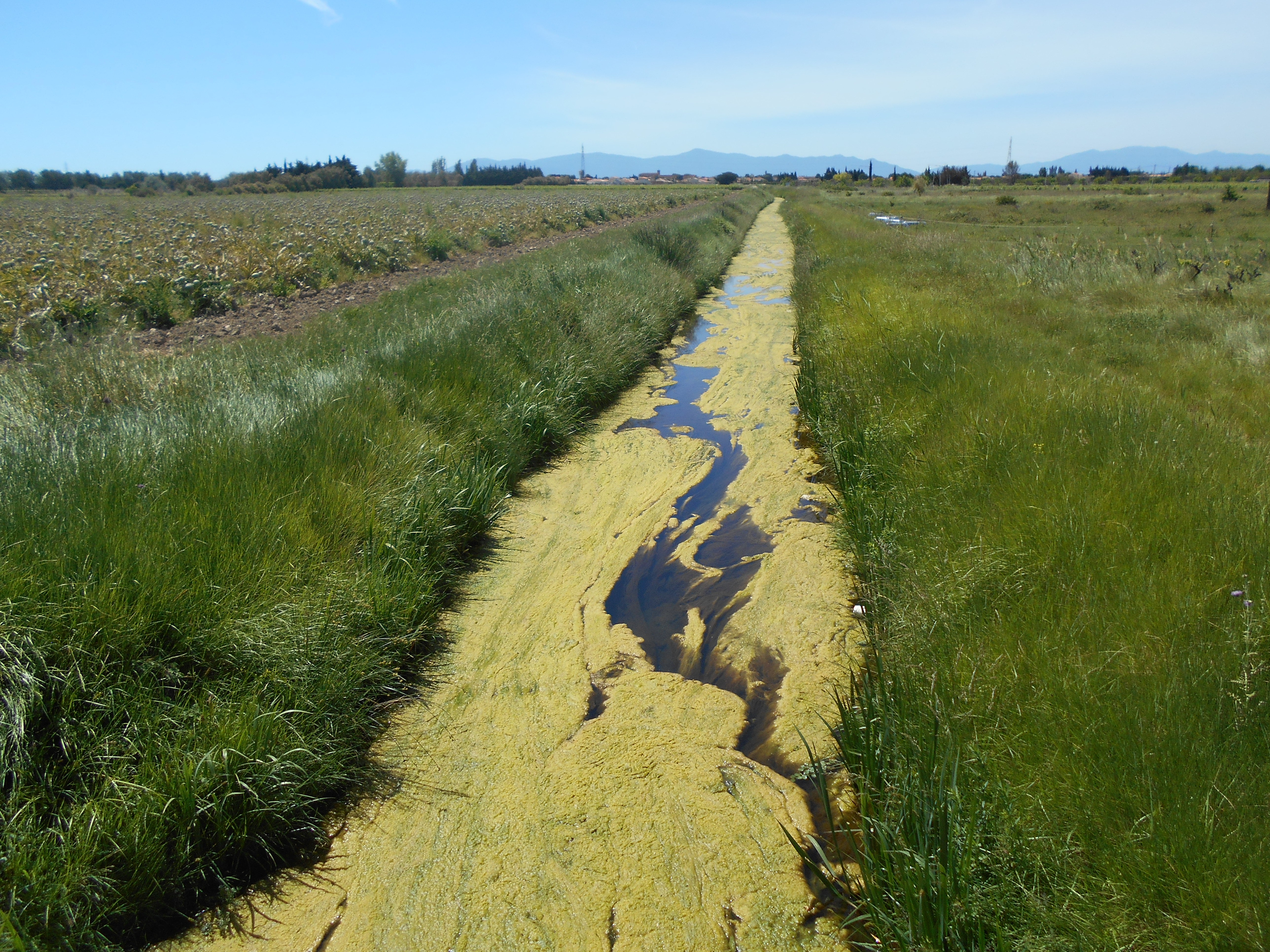
L'Agulla Grossa procedent de terra endins

A banda de l'Estany de Salses, pel terme de Sant Hipòlit discorren diversos canals de drenatge o agulles: l'Agulla Cabdal, o Agulla Grossa, l'Agulla del Triall, una segona Agulla Grossa, l'Agulla Petita, l'Agulla Ventosa, i el Canal Paul Riquet, o Canal de l'Estany. També hi ha el lloc anomenat, en francès, l'Écluse.
L'Agulla Grossa és un canal de drenatge o agulla que discorre a Sant Hipòlit de la Salanca i desemboca a l'Estany de Salses, fent una volta per un tram paral·lel a la riba de l'estany, a ponent del Casot del Traïdor, després d'un breu recorregut de 2,8 km. Es tracta d'una de es 'agulles' (canals de drenatge) de la plana del Rosselló, que aporta l'aigua a l'estany esmentat.

### El terme comunal
Les partides i altres indrets que conformen el terme comunal de Sant Hipòlit de la Salanca són l'Aglí Vella, l'Argila, els Bosquets, el Camí de Garrius, el Camí del Botó, el Camí de Salses, el Camí de Torrelles (partides a l'entorn d'aquests camins), el Camp -o Camps- de l'Horta, els Clots, la Colomina del Pla, el Comunal, el Conangle, el Devès Alt, el Devès Baix, els Eixaus, la Figuera Molla, la Font del Pont, el Fornàs, l'Hort d'en Morruta, l'Illa de Vic (que amb prou feines aflora de l'Estany i és compartida amb Salses i Sant Llorenç de la Salanca), el Mataire, la Mollaga, el Parbarrat, el Penedès, el Pla de Sant Joan, el Pou, el Pou de les Abelles, el Sarguis (o els Sarguis), la Punta del Petaire, la Rutassa, la Sanyeta, la Solsora i la Vinyassa. Un lloc desaparegut, del qual es conserva el nom és el Vilar de Conills, i un antic senyal mariner és l'Ullastre.

## Transport
Quatre carreteres departamentals travessen el terme de Sant Llorenç de la Salanca:
- la D-11 (Salses - Sureda), que travessa de nord-oest a sud, procedeix de Salses, i després de travessar Sant Hipòlit de la Salanca s'adreça a Sant Llorenç de la Salanca, Canet de Rosselló, Sant Nazari de Rosselló, Alenyà, Elna, Palau del Vidre, Sant Andreu de Sureda, fins a arribar a Sureda (Rosselló).
- la D-41 (Sant Hipòlit de la Salanca - Clairà), al sector meridional del terme, que enllaça els dos pobles esmentats Bonpàs i Perpinyà, tot i que pràcticament en tot el tram al sud de Clairà, la D-41 queda pràcticament sempre fusionada a la D-1.
- la D-83 (Port Leucata - D-900, a Ribesaltes), al nord, del terme, que uneix, en forma d'autovia, el Barcarès amb l'autovia D-900 passant pel nord de Sant Llorenç de la Salanca, Sant Hipòlit de la Salanca i el Centre Comercial de Perpinyà-Clairà.,
- la D-90 (D-41, a Sant Hipòlit de la Salanca - Port Leucata), que arrenca del sud de Sant Hipòlit de la Salanca i després de travessar Sant Llorenç de la Salanca s'adreça al Barcarès, travessa tot aquest poble, passa per Port Barcarès fins a les Portes del Rosselló i la platja on hi ha avarat el Lydia i surt del terme i de Catalunya per arribar fins al poble occità de Port Leucata.

La línia 13 de la Compagnie de transports Perpignan-Méditérranée és una de les dues que proporcionen servei públic de transport regular que enllaci Sant Hipòlit de la Salanca amb l'exterior. Enllaça aquest poble amb l'estació del TGV a Perpinyà, cap a ponent, procedent del Barcarès i Sant Llorenç de la Salanca i amb destí a Perpinyà, sense cap més aturada. L'autobús fa aquest trajecte en aproximadament una mitja hora. No tots els cotxes, però, entren a Sant Hipòlit, ja que alguns eviten l'entrada en aquest poble agafant directament la carretera de Perpinyà.
L'altra línia és la 14 de la mateixa companyia, que fa el recorregut de Sant Llorenç de la Salanca a Perpinyà, doblant el recorregut de l'anterior, però amb pas assegurat per Sant Hipòlit.
Una part dels camins del terme han esdevingut modernament carreteres: la Ruta de Clairà a Sant Llorenç, la Ruta del Mas de la garriga al Barcarès, també anomenada la Quatre Veus, i la Ruta de Sant Llorenç. D'altres, continuen essent anomenats camins, tot i que menen als pobles de l'entorn: Camí o Ruta de Clairà, Camí de Clairà a Salses, Camí de Garrius, o del Mas Garí, Camí de la Mar, Camí de Garrius a Sant Llorenç, a Salses anomenat Camí del Mas Saleta, Camí o Ruta de Salses, Camí de Salses a Clairà, o Camí de la Garolla a Salses, Camí de Salses a Sant Llorenç, a Clairà anomenat Camí de Sant Llorenç als Clots, Camí de Su'l Rec a Sant Llorenç, Camí de Torrelles, o Camí del Pont Nou, Camí Vell de Salses i Camí Vell de Sant Llorenç. Els altres camins són interns del terme de Sant Hipòlit de la Salanca: Camí de la Dossa, Camí de la Pedra Rodona, Camí de l'Argila, Camí de la Solsora, Camí del Botó, Camí del Conangle, Camí de l'Estany, abans Camí del Mas, Camí de l'Estany (un altre), Camí del Garrigot, Camí del Pou de les Abelles, Camí del Prat, Camí dels Eixaus, abans Camí del Comunal, Camí dels Sarguis, Camí del Tonkín (part inferior del Camí de l'Estany) i Camí de l'Ullastre. A més, hi ha algunes carrerades, antics camins de pas de bestiar, com la Carrerada, o Camí, del Devès, les carreres de la Sanya: la número 1, la número 2 i la número 3, i la Carrera del Tonkín, i tres travesses: la Travessa, la Travessa de Venise i la Travessa del Devès.

## Història

### Edat mitjana
El primer esment de Sant Hipòlit és del 963, quan Amalric, arxipreste, dona a Elna les vinyes que hi posseïa. El 1075 torna a ser esmentat, en un llegat d'unes oliveres que fa Bernat Isimbert als seus germans Ramon i Guitard. El 1101 és esmentada una família amb el cognom Sant Hipòlit: Guillem Ramon de Sant Hipòlit tenia un feu a la font de Salses, i el 1112 és citat Gausbert Pere de Sant Hipòlit.
Entre 1207 i 1264 es feren amos de quasi totes les terres de Sant Hipòlit els templers, per diverses donacions a l'Orde del Temple de Berenguer de Palasol, Ponç de Vernet, Jausbert de Pesillà, Pere de Santa Maria, i Pere de Castell, el darrer dels quals era consenyor del Castell de Sant Hipòlit. Es tractava de la Comanda templera del Masdéu. Confirmades aquestes donacions per l'infant Jaume d'Aragó el 1271, el 1312 passava tot als hospitalers, qui ja ho van tenir fins a la Revolució Francesa.

## Activitats econòmiques

### Agricultura i ramaderia
L'agricultura continua essent la base de l'economia local, atès que fins ara no ha afectat gaire el poble l'expansió del turisme. Quasi un miler d'hectàrees conreades i unes 150 explotacions agràries aprofiten el sòl del municipi, tot i que de vegades aquest sòl no és tot l'agraït que voldrien els pagesos. Una bona part, a prop de la meitat de les terres conreades són per a vinya destinada a vins de denominació d'origen controlada aproximadament la meitat. En extensió, però força lluny, es troba el conreu d'arbres fruiters, amb albercoquers i presseguers, principalment. L'hortalissa ocupa força menys espai, i s'hi cullen carxofes, escaroles, api, enciams, tomàquets, col-i-flors i espàrrecs. El principal problema per a l'agricultura és la salinització de l'aigua i del sòl, i la necessitat d'utilitzar bombes d'aigua per al reg.
La ramaderia és pràcticament desapareguda, tot i la importància que havia tingut anteriorment. Això ha motivat l'abandonament dels prats a prop de l'estany. El sector industrial és a base de petites empreses, la més destacable de les quals es dedica a la construcció.

## Demografia

### Demografia antiga
La població està expressada en nombre de focs (f) o d'habitants (h).
| 27 f | 34 f | 21 f | 24 f | 21 f | 8 f | 66 f | 43 f | 63 f | 74 h | 199 h | 63 f | 71 f | 216 h |

Font: Pélissier 1986

### Demografia contemporània
| Evolució de la població |      |      |      |      |      |      |      |      |
| 1793                    | 1800 | 1806 | 1821 | 1831 | 1836 | 1841 | 1846 | 1851 |
| 391                     | 417  | 445  | 576  | 606  | 720  | 741  | 830  | 791  |

| 1856 | 1861 | 1866 | 1872 | 1876  | 1881  | 1886  | 1891  | 1896  |
| ---- | ---- | ---- | ---- | ----- | ----- | ----- | ----- | ----- |
| 885  | 866  | 926  | 980  | 1.066 | 1.290 | 1.327 | 1 298 | 1.282 |

| 1901  | 1906  | 1911  | 1921  | 1926  | 1931  | 1936  | 1946  | 1954  |
| ----- | ----- | ----- | ----- | ----- | ----- | ----- | ----- | ----- |
| 1.262 | 1.273 | 1.226 | 1.231 | 1.142 | 1.205 | 1.100 | 1.017 | 1.033 |

| 1962  | 1968  | 1975  | 1982  | 1990  | 1999  | 2004  | 2008  | 2012  |
| ----- | ----- | ----- | ----- | ----- | ----- | ----- | ----- | ----- |
| 1.133 | 1.033 | 1.044 | 1.038 | 1.616 | 1.849 | 2.269 | 2.385 | 2.719 |

| 2013  | - | - | - | - | - | - | - | - |
| ----- | - | - | - | - | - | - | - | - |
| 2.836 | - | - | - | - | - | - | - | - |

Fonts: Ldh/EHESS/Cassini fins al 1999, després INSEE a partir deL 2004

### Evolució de la població

Evolució de la població

## Administració i política

### Els batlles[11]
| Període                       | Nom                    | Opció política | Comentaris                         |
| ----------------------------- | ---------------------- | -------------- | ---------------------------------- |
| ? - Juny del 1815             | Étienne Masnou         |                |                                    |
| Juny del 1815 - ?             | Pierre Gari            |                |                                    |
|                               |                        |                |                                    |
| Març del 2001 - Març del 2014 | Michel Montagne        |                | Conseller General, després Diputat |
| Març del 2014 - Moment actual | Madeleine Garcia-Vidal |                |                                    |

Michel Montagne va apadrinar la candidatura de Jean Saint-Josse a les eleccions présidencials del 2002 i la de Frédéric Nihous a les del 2007.

### Legislatura 2014 - 2020

#### Batlle
- Madeleine Garcia-Vidal.

#### Adjunts al batlle[14]
- 1r: René Aubert. Conseller delegat de Pressupost, Finances, Patrimoni, Turisme, Mercats públics i Obres i de la comissió de Crida d'ofertes. Membre de la comissió d'Agricultura, Hidràulica i Vacants Communals i de la de Via pública, Obres i Edificis comunals
- 2n: Renée Banet. Consellera delegada d'Entorn, Ecologia, Energies renovables, Agricultura, Hidràulica i Vacants Communals
- 3r: Daniel Gauthier. Conseller delegat de Lligams socials, Feina, Seguretat, Prevenció i Delegats de Barris, de Viure junts a la Salanca i de CCAS
- 4t: Laurence Balagna. Consellera delegada d'Afers escolars i periscolars, Petita Infància, Infància i Joventut. Membre de la comissió d'Agricultura, Hidràulica i Vacants Communals, de la d'Entorn, Ecologia, Energies renovables, de la de Lligam social i de CCAS
- 5è: Joël Levasseur. Conseller delegat d'Urbanisme i Serveis tècnics i de Via pública, Obres i Edificis comunals. Membre de la comissió d'Entorn, Ecologia, Energies renovables i de la comissió de Crida d'ofertes
- 6è: Virginie Rouah-Naute. Consellera delegada d'Informació, Comunicació, Esport, Cultura, Festes i d'Animació, Associacions, Patrimoni i Turisme. Membre de la comissió de Viure junts a la Salanca.

#### Consellers municipals
- Jérôme Trauchessec. Membre de la comissió de Seguretat, Policia, Prevenció i Delegats de barri
- Amandine Coche. Membre de la comissió d'Informació i Comunicació, de la de Lligam social i de la d'Animació, Associacions, Patrimoni i Turisme
- Michel Ceravolo. Membre de la comissió d'Esports i Cultura i de la d'Animació, Associacions, Patrimoni i Turisme
- Christelle Aurelle. Consellera d'Afers escolars i periscolars, Petita infància, Infància i Joventut, de la de Lligam social i de la d'Animació, Associacions, Patrimoni i Turisme
- Jean-Pierre Sormayan. Membre de la comissió de Seguretat, Policia, Prevenció i Delegats de barri, de la d'Urbanisme i Serveis tècnics i de la de Via pública, Obres i Edificis comunals
- Katia Guiter. Membre de la comissió d'Entorn, Ecologia i Energies renovables, de la d'Agricultura, Hidràulica i Vacants Comunals i de CCAS
- Serge Tramunt. Membre de la comissió de Via pública, Obres i Edificis comunals
- Christine Hottelet
- Pascal Rouah. Membre de la comissió de Seguretat, Policia, Prevenció i Delegats de barri
- Anne-Sophie Simon
- Mickaël Ruiz
- Michel Montagne. Membre de la comissió d'Agricultura, Hidràulica i Vacants Communals, de la de Via pública, Obres i Edificis comunals i de la de Crida d'ofertes
- Christine Barriere. Membre de la comissió de Lligam social i de CCAS
- Jean-François Bartrina. Membre de la comissió d'Entorn, Ecologia, Energies renovables
- Rose-Marie Scheiteler. Membre de la comissió d'Animació, Associacions, Patrimoni i Turisme
- Michel Vivancos. Membre de la comissió de Seguretat, Policia, Prevenció i Delegats de barri.

### Adscripció cantonal

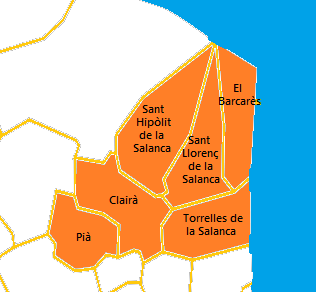
Mapa del Cantó de la Costa Salanquesa

Amb motiu de les eleccions departamentals del 2015, Sant Hipòlit de la Salanca ha estat inclòs en la nova agrupació de La Costa Salanquesa, cantó número 4, formada pel Barcarès, Clairà, Pià, Sant Hipòlit de la Salanca, Sant Llorenç de la Salanca i Torrelles de la Salanca. Els consellers departamentals triats en aquesta elecció per aquest cantó han estat Madeleine Garcia-Vidal, del DVG (Divers de gauche), batllessa de Sant Hipòlit de la Salanca des del 1983, i Joseph Puig, de Centre, batlle de Clairà i President de la Comunitat de comunes Salanca - Mediterrani.

## Persones il·lustres
- Honorat Riu i Tord (1586-1644), jesuïta i escriptor

## Vida cultural

### Ensenyament
Per als més petits, hi ha la llar d'infants le Petit Prince, després de la qual passen a l'escola maternal Jaume Figuerola. En acabar aquesta etapa escolar, passen a l'escola elemental Roger Torreilles. Un cop acabats els estudis primaris, passen a estudiar secundària a fora del poble, habitualment al col·legi de Sant Llorenç de la Salanca.
Cal destacar que a Sant Hipòlit de la Salanca existeix un Consell Municipal dels Nens (Conseil Municipal des Enfants), elegit cada any de nou per iniciativa de la directora de l'escola elemental. Està format per onze membres, entre els quals el batlle i dos adjunts al batlle.

### Vida associativa
Una trentena d'associacions de tota mena asseguren una ampla vida cultural en el poble.

## Llocs d'interès
- Estany de Salses